# Filialkirche Obertauern

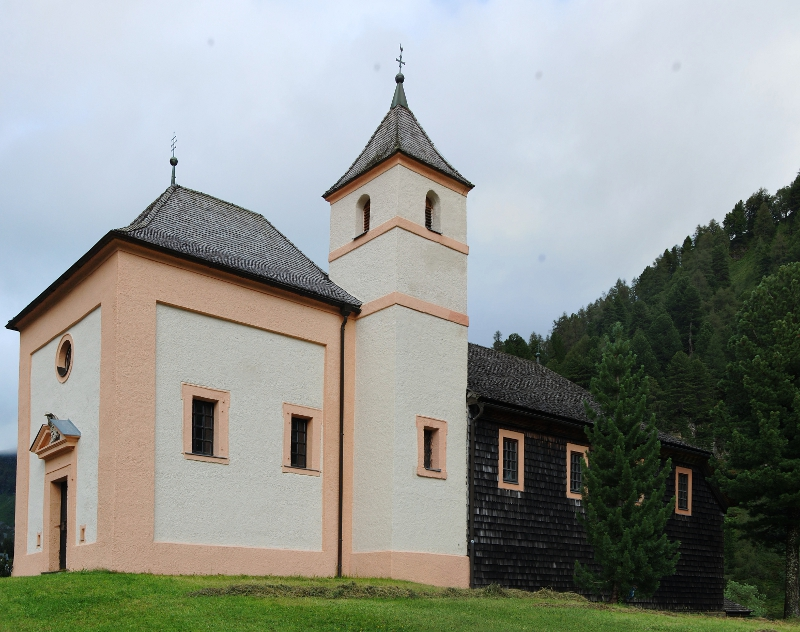
Kath. Filialkirche hl. Petrus in Obertauern

Die römisch-katholische Filialkirche Obertauern steht nahe dem Tauernhaus Wisenegg an der Passstraße vom Radstädter Tauernpass in Obertauern in der Gemeinde Untertauern im Bezirk St. Johann im Pongau im Land Salzburg. Die Filialkirche hl. Petrus gehört zum Dekanat Altenmarkt in der Erzdiözese Salzburg. Die Kirche steht unter Denkmalschutz.

## Geschichte
Ein Vorgängerbau – 1224 urkundlich genannt – stand ehemals am Tauernfriedhof auf der Passhöhe. Der barocke Kirchenbau wurde von 1618 bis 1621 nach einem Entwurf des Dombaumeisters Santino Solari erbaut und 1759 geweiht. 1950 war eine Restaurierung. 1962/1963 wurde die Kirche erweitert.

## Architektur
Kirchenäußeres
Die Kirche besteht östlich aus dem Chor, Sakristei und Turm von 1620 und westlich aus einem modernen Langhaus mit Vorhalle aus 1962/1963. Das ehemalige Portal im Osten zeigt in einem gesprengten Giebel das Wappen des Erzbischofs Paris von Lodron. Darüber ist ein Rundfenster. Das Langhaus und der Chor haben Rechteckfenster, teils mit Ohren. Teils ist die Fassade geschindelt. Der Nordturm hat Rundbogenschallfenster und trägt ein geschindeltes Zeltdach. Südlich am Chor ist eine eingeschoßige Sakristei mit einem Tonnengewölbe angebaut.
Kircheninneres
Das einschiffige Langhaus mit einer Flachdecke ist mit einer zweiarmigen Treppenanlage mit dem erhöhten Chorraum verbunden. Der Chor mit einer Stichkappentonnengewölbe hat links einen Zugang zum Turm und rechts einen Zugang zur Sakristei.

## Ausstattung
Am Altar befindet sich das Hochaltarbild Engel befreit Petrus aus dem Kerker von Fra Arsenio Mascagni (um 1620), rechts im Langhaus das Bild "Christophorus" bezeichnet mit E. Mayr (1970). Das Kruzifix über dem Altar ist von 1730.
Es gibt zwei Grabsteine mit Johann Baptist Klinglpacher 1750 und Sebastian Wieser 1795.
Eine Glocke ist aus dem 14. Jahrhundert.